# Tichy
Tichy (în arabă تـيــشــي) este o comună din provincia Provincia Béjaïa, Algeria.
Populația comunei este de 16.546 locuitori (2008).